# 朝の歳時記
朝の歳時記（あさのさいじき）は、1966年10月10日から2005年3月31日の間、月曜日～土曜日（一部の地域では月曜日～金曜日）の朝の時間帯に放送されていた、中部日本放送（現・CBCラジオ）東京支社制作、全国ネットのラジオ番組。
1990年代の一時、文化放送が、企画ネットの同名ローカル番組を制作していた。

## 概要
デンソー（番組末期の1996年10月に旧・日本電装から社名変更）の単独提供。ナレーターは矢島正明→名古屋章に交替し、1969年から2005年に終了するまでの36年間は川久保潔が勤めた。
川久保担当期間の大半で、番組冒頭に「今朝の言葉」が置かれた後オープニングとなり、その後その日にあった出来事を紹介していたが、後にいきなりオープニングテーマミュージックがかかるようになった。
提供社のデンソーでは、毎朝、社内放送で流されていた。同社の関係者によれば、川久保の体調が思わしくなく、いつ終了するかのタイミングをうかがっていたというが、最終的に2005年3月31日をもって番組終了。39年・12034回の放送に幕を閉じた。また、終了記念のCDが上梓されている。
当番組終了後、同じCBC制作5分間の番組として「いすゞ お父さん・お母さんへの手紙」が始まった。（2009年4月3日で終了）ただしネット局は大幅に減っており、また局によっては夕方に放送するようになった。

## 番組進行
少なくとも1970年代後半から番組終了までの約30年間にわたり、番組の基本構成は不変だったが、細かい言葉の言い回しについては、数年単位で変化が見られた（例：掛け合いパターンの中での、川久保の受けのセリフ）。以下、最後期の2004年頃を基本に説明する。

### オープニング
ネット局の編成上の都合により、オープニングは大別して3種類あった。
1. いきなり本題パターン
「朝の歳時記」を内包するワイド番組のパーソナリティが「自動車用システム製品から、暮らしの製品まで。デンソーがお送りする朝の歳時記です」と紹介した後、「デンソーのCM」「テーマソング(フランク・プゥルセル/心は遥かポルトガルに)[1]」と続くもの。
2. 掛け合いパターン
1.の紹介の後に、ワイド番組のパーソナリティが「川久保潔さん、お願いします」と呼びかけ、川久保が「承知しました。それではまず、お知らせから」（録音）と応じ、「デンソーのCM」「テーマソング」と続くもの。
3. 単独パターン
独立番組として、「デンソーのCM」から開始→「テーマソング」をBGMに、川久保の「自動車用システム製品から、暮らしの製品まで。デンソーがお送りする朝の歳時記」のナレーションが被るもの。

これ以外に、放送素材（テープ）は3.を使用しながらも、ワイド番組のパーソナリティが「次は、朝の歳時記です」と簡単に紹介してスタートするなど、分類に納まらないバリエーションも多数存在した。
ちなみに制作局のCBCは、「おはようCBC」時代は1.であったが、「おはよう竹地祐治です」時代は2.になり、最後期の「多田しげおの気分爽快!!朝からP・O・N」では再び1.に戻っていた。
なお、「日本電装」時代は「自動車用システム製品（局によっては自動車用部品）の総合メーカー 日本電装がお送りする朝の歳時記」と紹介されていた。

### 本編
1. テーマソングをBGMに（上の3.では川久保のタイトルコールの直後から）、「おはようございます。川久保潔です」（放送日が1月1日（同日が放送のなかった日曜日に差し当たる場合はその翌日）の場合は「あけましておめでとうございます。川久保潔です」に差し替え）と挨拶。
2. 「今朝の言葉」→名言とそれを発した者を紹介する。1日1事項が基本で、希に数事項纏めて紹介する場合もあり。
3. テーマソング。本編の長さにより伸縮した。
4. 一瞬のポーズを経て、「○月◇日　△曜日」と、放送日の日付（年は省略）と曜日の読み上げ。なお最終回ではその前に、「昭和41年（1966年）10月10日にスタートした『朝の歳時記』、今日12034回目を以って皆様とお別れすることになりました。」と述べた。
5. 川久保のナレーションによる本編
季節の話題や時事問題中心だったが、川久保の趣味であるパイプ収集等に関して、1週間連続で特集する場合もあった。
番組終了が内定していた2005年3月14日放送分（第12019回）では、日付を読み上げた後「今日は、この番組をお聴き頂いている皆さんに、お知らせがあります」と述べ、最終回（第12034回）では「今夜は、ゆっくりとお酒が飲めそうです」の一言で締めていた。さらに放送日が大晦日（12月31日（同日が放送のない日曜日に差し当たる場合はその前日））の場合、「リスナーの皆さん、1年間ありがとうございました。それでは皆さん、よいお年をお迎えください。」の一言で締めた（ただし必ずしもこの一言で統一されたわけではなく、年によって大晦日における締めのセリフの言い回しは若干異なる）。

### エンディング
エンディングは、概ねオープニングに対応していた。
- オープニングが1.及び2.の場合

本編終了後、「デンソーのCM」が1本流れて番組終了し、直ちにワイド番組に復帰するか、ローカルCMが挿入された。CBCでは1.の文言を一部変えて「自動車用システム製品から、暮らしの製品まで。デンソーがお送りした朝の歳時記でした」というパーソナリティのメッセージをデンソーのCM後に挿入して締めていた。
- オープニングが3.の場合

「本編終了」「デンソーのCM」の後に、川久保の「○○○○のデンソーがお送りした朝の歳時記。では、また明日（土曜日の放送が無い局の金曜日であれば「来週」）」の録音が入る（話し始めて間もなくテーマ音楽が前奏の途中から再び流れる）。
土曜日の放送があった局では、平日版の「…朝の歳時記」の後に番組クレジット（スクリプトの紹介）が挿入されたうえで、「では、また来週」で終了（テーマ音楽は平日同様）。
最終回では、番組クレジットの後（もしくは「デンソーのCM」の前に）「皆さん、長い間本当にありがとうございました。さようなら、ごきげんよう。」の一言で締めていた。

## ネット局
JRN単営局のCBC制作ながら、クロスネットを含めNRN系列の各局で放送されていた点で特筆に値する（放送時間、内包するワイド番組は2005年3月時点）。
| 放送地域       | 放送局名                      | 放送時間                                                  | 内包番組 | 備考      |
| -------------- | ----------------------------- | --------------------------------------------------------- | --- | --------- |
| 中京広域圏     | 中部日本放送（CBC）           | 月曜 - 金曜 7:34 - 7:39 土曜 7:32 - 7:37                  | 多田しげおの気分爽快!!朝からP・O・N（月曜 - 金曜） 土曜ワイド 広瀬隆のラジオでいこう!（土曜）                         | 制作局    |
| 和歌山県       | 和歌山放送（wbs）             | 月曜 - 土曜 7:05 - 7:10                                   | 小川孝夫のおはようラジオ（月曜 - 金曜） 単独番組（土曜）                                                              |           |
| 石川県         | 北陸放送（MRO）               | 月曜 - 土曜 7:20 - 7:25                                   | 単独番組 |           |
| 山梨県         | 山梨放送（YBS）               | 月曜 - 土曜 7:20 - 7:25                                   | GOO!MORNING（月曜 - 金曜） 単独番組（土曜）                                                                           |           |
| 北海道         | 北海道放送（HBC）             | 月曜 - 金曜 7:35 - 7:40 土曜 8:15 - 8:20                  | 朝刊さくらい（月曜 - 金曜） 単独番組（土曜）                                                                          |           |
| 徳島県         | 四国放送（JRT）               | 月曜 - 土曜 7:35 - 7:40                                   | 単独番組 |           |
| 富山県         | 北日本放送（KNB）             | 月曜 - 土曜 7:39 - 7:44                                   | とれたてワイド朝生!（月曜 - 金曜） 朝生!土曜版（土曜）                                                                |           |
| 宮崎県         | 宮崎放送（MRT）               | 月曜 - 土曜 7:40 - 7:45                                   | 単独番組 |           |
| 京都府・滋賀県 | KBS京都 KBS滋賀               | 月曜 - 木曜 7:42 - 7:47 金曜 7:40 - 7:45 土曜 7:00 - 7:05 | 笑福亭晃瓶のほっかほかラジオ（月曜 - 木曜） いくよ・くるよのはりきりフライデー（金曜） 早川一光のばんざい人間（土曜） | NRN単独局 |
| 愛媛県         | 南海放送（RNB）               | 月曜 - 土曜 7:44 - 7:49                                   | JOAF!らくさぶろうのモーニングおん!（月曜 - 木曜） 真さんのいよ!AM-igo（金曜） いけいけサタデー（土曜）                |           |
| 大分県         | 大分放送（OBS）               | 月曜 - 金曜 7:45 - 7:50 土曜 7:25 - 7:30                  | 単独番組 |           |
| 福岡県         | 九州朝日放送（KBC）           | 月曜 - 金曜 7:50 - 7:55 土曜 8:15 - 8:20                  | 中村もときの通勤ラジオ（月曜 - 金曜） 土曜の朝は玲子におまかせ（土曜）                                                | NRN単独局 |
| 島根県・鳥取県 | 山陰放送（BSS）               | 月曜 - 土曜 7:55 - 8:00                                   | 単独番組 |           |
| 山口県         | 山口放送（KRY）               | 月曜 - 土曜 8:05 - 8:10                                   | ほっとゾーンおはようKRY（月曜 - 金曜） 土曜いい朝おはようワイド（土曜）                                               |           |
| 秋田県         | 秋田放送（ABS）               | 月曜 - 金曜 8:15 - 8:20 土曜 7:25 - 7:30                  | あさ採りワイド秋田便（月曜 - 金曜） 高橋美樹のあさBANG!（土曜）                                                       |           |
| 福井県         | 福井放送（FBC）               | 月曜 - 土曜 8:15 - 8:20                                   | 重盛政史のげんき一番（月曜 - 金曜） 単独番組（土曜）                                                                  |           |
| 広島県         | 中国放送（RCC）               | 月曜 - 土曜 8:15 - 8:20                                   | 寺内優のおはようラジオ（月曜 - 金曜） ひとこと冶宣の千客万来（土曜）                                                  |           |
| 長崎県・佐賀県 | 長崎放送（NBC） NBCラジオ佐賀 | 月曜 - 土曜 8:15 - 8:20                                   | ラジオ朝いち!（月曜 - 金曜） 単独番組（土曜）                                                                         |           |
| 鹿児島県       | 南日本放送（MBC）             | 月曜 - 土曜 8:15 - 8:20                                   | むっちゃんのきょうも元気にChi・Ka・Raこぶ（月曜 - 金曜） 二見いすずの土曜の朝は（土曜）                               |           |
| 沖縄県         | ラジオ沖縄（ROK）             | 月曜 - 土曜 8:15 - 8:20                                   | フレッシュモーニング（月曜 - 金曜） 前田すえこのいいことありそうウィークエンド（土曜）                                | NRN単独局 |
| 岩手県         | IBC岩手放送（IBC）            | 月曜 - 金曜 8:20 - 8:25 土曜 7:45 - 7:50                  | ラジオさんさんまる（月曜 - 金曜） 水越かおるのすっぴん土曜日（土曜）                                                  |           |
| 岡山県         | 山陽放送（RSK）               | 月曜 - 金曜 8:20 - 8:25 土曜 8:15 - 8:20                  | おはようネットワーク（月曜 - 金曜） 単独番組（土曜）                                                                  |           |
| 新潟県         | 新潟放送（BSN）               | 月曜 - 土曜 8:20 - 8:25                                   | 大杉りさのモーニングカフェ（月曜 - 金曜） ブランチバスケット（土曜）                                                  |           |
| 長野県         | 信越放送（SBC）               | 月曜 - 土曜 8:20 - 8:25                                   | モーニングワイド ラジオJ（月曜 - 金曜） 単独番組（土曜）                                                              |           |
| 高知県         | 高知放送（RKC）               | 月曜 - 土曜 8:20 - 8:25                                   | 単独番組 |           |
| 熊本県         | 熊本放送（RKK）               | 月曜 - 土曜 8:24 - 8:29                                   | 小松士郎の日刊・朝まる（月曜 - 金曜） 桂木まやのシャバダバサタデー（土曜）                                            |           |
| 福島県         | ラジオ福島（rfc）             | 月曜 - 土曜 8:30 - 8:35                                   | Morning×2（月曜 - 金曜） ニューシニアマガジン 大和田新のラヂオ長屋（土曜）                                            |           |
| 香川県         | 西日本放送（RNC）             | 月曜 - 土曜 8:35 - 8:40                                   | さわやかラジオ きょうも一日きし、快晴!（月曜 - 金曜） 波のりラジオWeek End Fever（土曜）                              |           |
| 山形県         | 山形放送（YBC）               | 月曜 - 土曜 8:55 - 9:00                                   | 単独番組 |           |
| 関西広域圏     | 毎日放送（MBS）               | 月曜 - 金曜 7:32 - 7:37                                   | おはようSUNSUN原田伸郎（月曜 - 金曜） 放送無し（土曜）                                                                |           |
| 青森県         | 青森放送（RAB）               | 月曜 - 金曜 7:40 - 7:45                                   | おはようワイドあおもり（月曜 - 金曜） 放送無し（土曜）                                                                |           |
| 関東広域圏     | 文化放送（QR）                | 月曜 - 金曜 8:17 - 8:22                                   | 蟹瀬誠一 ネクスト!（月曜 - 金曜） 放送無し（土曜）                                                                    | NRN単独局 |
| 宮城県         | 東北放送（TBC）               | 月曜 - 金曜 8:23 - 8:28                                   | おはようワイド Goodモーニング（月曜 - 金曜） 放送無し（土曜）                                                         |           |
| 静岡県         | 静岡放送（SBS）               | 月曜 - 金曜 8:25 - 8:30                                   | とれたてラジオ 〜One to one〜（月曜 - 金曜） 放送無し（土曜）                                                         |           |

以前は、ラジオ関東（現・アール・エフ・ラジオ日本）でも放送していた。

## 文化放送のローカル制作
関東地方では、1985年から文化放送がネットしていた（ちなみに同局のネット開始で全国どこでも聴けるようになった旨を文化放送の第1回で川久保が放送で述べている）が、1991年10月 - 1997年3月までの5年半は、企画ネット扱いで、文化放送のローカル番組になり、それ以降は提供読みの部分のみ、ワイド番組のパーソナリティが担当していた。